# Ochraperites ottei
Ochraperites ottei är en insektsart som beskrevs av Desutter-grandcolas 1993. Ochraperites ottei ingår i släktet Ochraperites och familjen syrsor. Inga underarter finns listade i Catalogue of Life.